# 샤이반 왕조
샤이반 왕조는 중앙아시아의 유목민 왕조이다. 14세기 중반까지 이 왕조는 바투 칸과 오르다 칸의 권위를 인정했다. (우즈베크 칸이 대표적인 예다.) 샤이반계의 유목민들은 1282년 이슬람을 받아들였고, 이후 우즈베크족이라 불리게 되었다.
14세기, 바투와 오르다가 죽자 킵차크 칸국에 엄청난 내전이 일어났는데, 아불 하이르 칸이 이끄는 샤이반계 유목민들은 이제 주치의 후손으로는 그들만이 남았다고 주장하며 시베리아와 카자흐스탄 전역을 포함한 주치 울루스에 대한 소유권을 주장했다. 그때 티무르 왕조가 계승권을 주장했다. 수십년 간 계속된 티무르 왕조와의 분쟁은 결국 킵차크 칸국의 해체와 그 후속 국가들, 카잔 한국, 아스트라한 한국, 크림 칸국의 성립만을 남겼다.
하지만 무함마드 샤이바니가 이끄는 샤이반계 유목민들은  사마르칸드, 부하라, 헤라트를 수복했으며, 각각 부하라 한국과 히바 칸국을 세웠다.
아불 하이르 칸과 함께 남하하지 않은 샤이반의 다른 후손들은 시비르 한국을 다스렸다. 이들에게서 카자흐스탄과 키르기즈스탄의 여러 귀족 가문들 (예를 들어 초칸 발리카노프) 이 나왔다. 이 후손들은 러시아 제국에 자신들이 샤이반 왕조의 후손임을 인정해달라고 여러 차례 탄원했지만, 대개는 인정받지 못했다.

## 출전
- 이주엽, 16세기 중앙아시아 신흥국가들의 몽골제국 계승성 연구:우즈벡·카자흐칸국과 무굴제국의 지배계층을 중심으로, 단국대 대학원, 2003.
- Bartold, Vasily (1964) The Shaybanids. Collected Works, vol. 2, part 2. Moscow, 1964.
- Grousset, René (1970) The Empire of the Steppes: a history of central Asia Rutgers University Press, New Brunswick, NJ, (translated by Naomi Walford from the French edition, published by Payot in 1970), pp. 478–490 et passim, ISBN 0-8135-0627-1
- Bosworth, C.E. (1996) The new Islamic dynasties: a chronological and genealogical manual Columbia University Press, New York, pp. 288–9, ISBN 0-231-10714-5
- Soucek, Svatopluk (2000) A History of Inner Asia Cambridge University Press, Cambridge, pp. 149–157, ISBN 0-521-65169-7